# Ortigosa de Pestaño (kommunhuvudort)
Ortigosa de Pestaño är en kommunhuvudort i Spanien.   Den ligger i provinsen Provincia de Segovia och regionen Kastilien och Leon, i den centrala delen av landet, 90 km nordväst om huvudstaden Madrid. Ortigosa de Pestaño ligger 859 meter över havet och antalet invånare är 105.
Terrängen runt Ortigosa de Pestaño är platt. Runt Ortigosa de Pestaño är det mycket glesbefolkat, med 6 invånare per kvadratkilometer. Närmaste större samhälle är Santa María la Real de Nieva, 2,2 km sydväst om Ortigosa de Pestaño. Trakten runt Ortigosa de Pestaño består till största delen av jordbruksmark.